# Le Tranger
Le Tranger település Franciaországban, Indre megyében. Lakosainak száma 171 fő (2022. január 1.). Le Tranger Châtillon-sur-Indre, Clion, Palluau-sur-Indre és Saint-Médard községekkel határos.

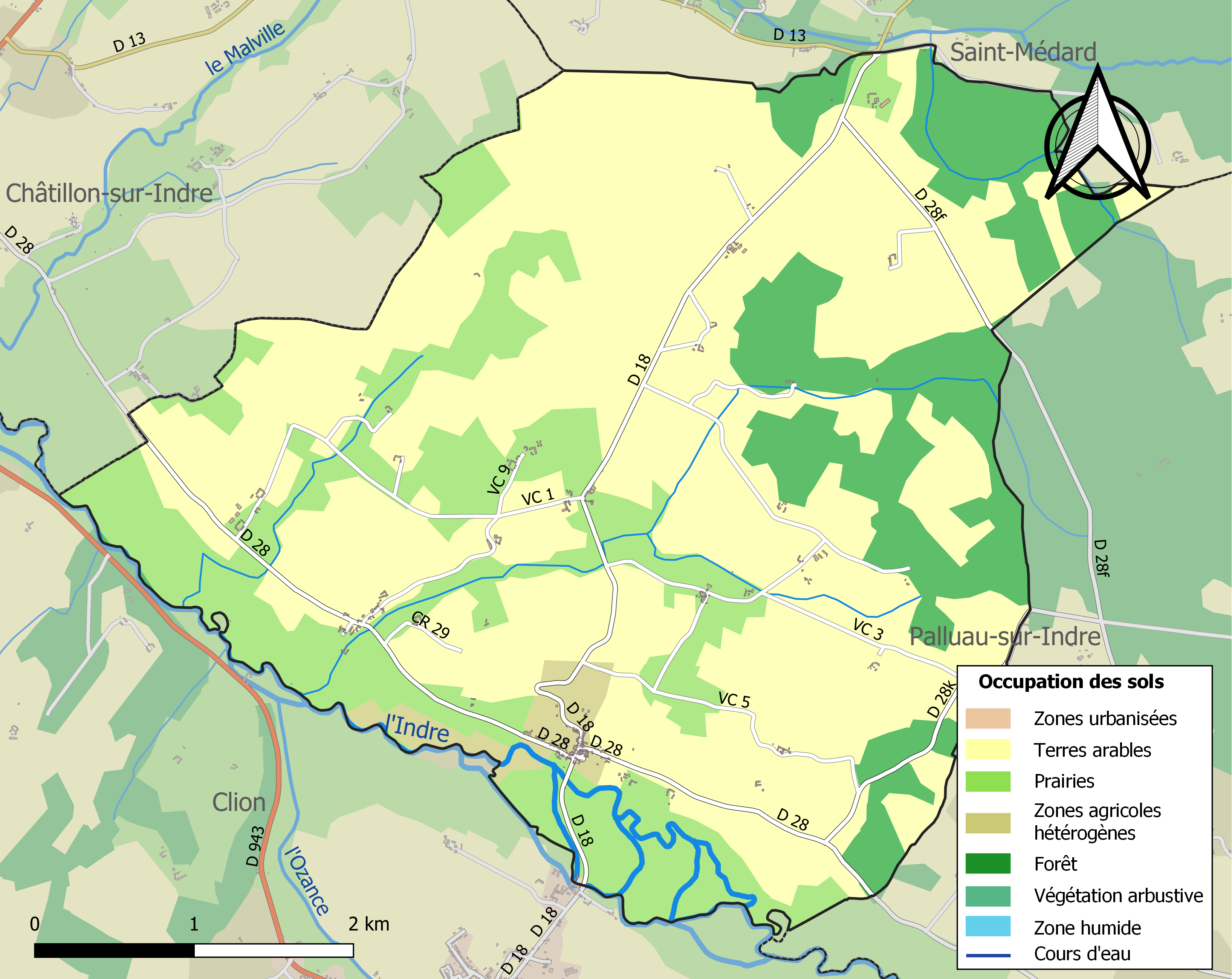
Le Tranger térképe (2018)

## Népesség
A település népességének változása:
| Lakosok száma | 299  | 225  | 191  | 179  | 158  | 163  | 176  | 181  | 184  | 171  |
|               | 1968 | 1982 | 1990 | 2006 | 2013 | 2015 | 2017 | 2019 | 2020 | 2022 |